# Padang Gelai
Padang Gelai is een bestuurslaag in het regentschap Empat Lawang van de provincie Zuid-Sumatra, Indonesië. Padang Gelai telt 1396 inwoners (volkstelling 2010).